# Szent Péter és Pál-társszékesegyház (Eszék)
A Szent Péter és Pál-társszékesegyház (horvátul: Konkatedrala Sv. Petra i Pavla) a horvátországi Eszék műemléki védettségű római katolikus plébániatemploma és a Diakovár-Eszéki főegyházmegye társszékesegyháza. A neogótikus téglaépület 94 méteres tornya Szlavónia legmagasabb épülete, és ezzel a zágrábi katedrális után az ország legmagasabb temploma.

## Története
A mai neogótikus Szent Péter és Szent Pál-templom helyén eredetileg temető és valószínűleg egy hozzá tartozó kis kápolna állt. A temetőt 1732-ben felszámolták, és a kápolna helyén egy kis barokk stílusú plébániatemplomot építettek. Ahogy Eszék a 19. század végére növekedett és fejlődött, ez a templom már nem tudta befogadni az összes hívőt. Az Eszékről származó Josip Juraj Strossmayer, Diakovár püspöke már 1866 óta, nem sokkal a diakovári székesegyház elkészülte után elkezdett foglalkozni a barokk plébániatemplom helyére tervezett új, tekintélyes épület tervén. A tervek csak az új plébános, Josip Horvat hivatalba lépésével kezdtek formát ölteni, így 1892-ben új templomépület tervpályázatot írtak ki. A Julius Hermann (1848-1908) bécsi templomépítészből, valamint Victor Luntzból és Ludwig Wächtlerből (1842-1916) álló zsűri a 32 benyújtott pályamű közül Gerhard Franz Langenberg német építész terve mellett döntött. Miután a meglévő templomot 1894-ben lebontották, az alapkövet 1894. október 7-én Stroßmayer püspök ünnepélyesen lefektette.
Langenberg 1895. február 21-én bekövetkezett váratlan halála után, 1895. április 13-án a bécsi Richard Jordan vette át az építés irányítását. A megvalósításért Josef Schmalzhofer udvari építész felelt. A zárófalak 1896. augusztus 29-re készültek el, így 1896. november 11-én megkezdődhetett a templom boltozatának az építése, a sekrestyékkel és a két oldalhajóval, 1897. április 10-én pedig a főhajóval. A templom építése lényegében befejeződött, amikor 1897. június 4-én elhelyezték a záróköveket. A munkálatokhoz összesen több mint 3 millió téglát használtak fel. 1900. május 20-án Stroßmayer püspök végezte az ünnepélyes felszentelést.
Az első világháborúban egy kivételével az összes harangot rekvirálták, pótlásuk 1924-ben történt meg. A belsőépítészet 1938 és 1942 között készült el, amikor Mirko Rački vezető horvát festő a falakat és a mennyezetet élénk színű, az Ó- és Újszövetség híres epizódjait ábrázoló freskókkal borította be. A belső tér a neogótikus díszítés valóságos kincsesbányája, egymás után remek oltárokkal, amelyek fölött rengeteg műemlék ólomüveg ablak található.
A második világháború alatt a templom kisebb károkat szenvedett, és az 1964-es földrengés során is megsérült. Az 1991-es horvátországi háború során az épületet több mint 100-szor találták el közvetlenül különféle lövedékekkel, ennek ellenére még a háború alatt is tartottak benne miséket. A háború után megkezdődött a templom fokozatos helyreállítása, amely általában befejeződött, de néhány munka még napjainkban is tart. Az épület 2008. június 18-ig csak az eszék plébániatemploma volt, de a Diakovár-Eszéki főegyházmegye megalakulásával társszékesegyházi titulust kapott.
A szentmisék mindennap 07:00 és 18:30-kor, vasárnaponként 06:30-kor és 07:30-kor, 08:30-kor, 10:00-kor, 11:30-kor és 18:30-kor kezdődnek.

## Építészeti jellemzői

### Az épület külseje
Az eszéki Szent Péter és Szent Pál-templom Langenberg életművének fő műve. Tervei szerint egy keresztboltozatos, háromhajós, kereszthajós bazilikális elrendezésű templom épült poligonális kórussal, kápolna nélküli emporiummal és kiugró keleti toronnyal, kőfaragványokkal és mérművekkel gazdagon díszítve. A nyitott támpillérrel alátámasztott karzaton háromrészes, kerengős ablakcsoportok, a kereszthajó homlokzatain rózsaablakok találhatók. A toronyszerkezet egy félemeleten keresztül megy át a karcsú nyolcszögletű emeletbe, amelyet egy meredek toronysüveg koronáz, kisebb fiatornyokkal és díszítményekkel övezve. A szerkezet, különösen a lépcsőzetes óratoronyszint, egyértelműen a freiburgi dóm tornyának mintájára készült.
A főportál timpanonján Mária megkoronázásának domborműve látható, az északi kereszthajó homlokzatának oromzatán Szent Anna szobra látható Szent Ágnes és Szent Katalin között, a déli kereszthajó homlokzatának oromzatán pedig Szent Illés, az egyházmegye védőszentje, valamint Szent Cirill és Metód, a szlávok apostolainak szobra áll.

### Az épület belseje
A templom nagyrészt megőrizte eredeti belső terét. Langenberg tervei alapján Eduard Hauser udvari szobrász alkotta meg a templom összesen 5 oltárát: a főoltárt Krisztus és Szent Péter és Szent Pál apostolok szobraival, a Szűz Mária és Szent Teréz- oltárt, valamint a Szent József- és a Szent kereszt-oltárát.
Az eredeti, Johannes Klais Orgelbau által készített orgonát Hans Mauracher 1933-ban 62 regiszteresre bővítette, három manuálra és pedálra elosztva. A 4040 síppal rendelkező hangszert 2022-ben a szlovén Rogaška Slatinában Anton Škrabl végzett műszaki átépítést a régi tokban, számos régi regisztert újra felhasználva.
A templombelső legjellegzetesebb díszei az 1938-1942 között Mirko Rački által kazeinenyves technikával készített freskóciklusok.

### Harangok
A templomot befejezésekor négy haranggal látták el, amelyek a ljubljanai Samassa-harangöntödéből származnak. Az első világháborúban rekvirált harangok pótlását 1924-ben szintén itt öntött harangokkal végezték el. Jelenleg a székesegyház összesen 5 haranggal rendelkezik.
| Sorszám | Név                                                | Hang  | Tömeg     | Öntés éve | Harangöntő                           |
| ------- | -------------------------------------------------- | ----- | --------- | --------- | ------------------------------------ |
| 1.      | Szent Péter és Pál                                 | B0    | 2598 kg   | 1924.     | Strojne Tovarne in Livarne Ljubljana |
| 2.      | Szűz Mária szeplőtelen fogantatása                 | cisz1 | 1479,5 kg | 1924.     | Strojne Tovarne in Livarne Ljubljana |
| 3.      | Szent József, a Boldogságos Szűz Mária vőlegénye   | f1    | 729,50 kg | 1924.     | Strojne Tovarne in Livarne Ljubljana |
| 4.      | Szent Borbála                                      | gisz1 | 437,50 kg | 1924.     | Strojne Tovarne in Livarne Ljubljana |
| 5.      | Szent György (történelmi harang a huszártoronyban) | fisz2 | 12 kg     | 1898.     | Albert Samassa                       |

## Galéria

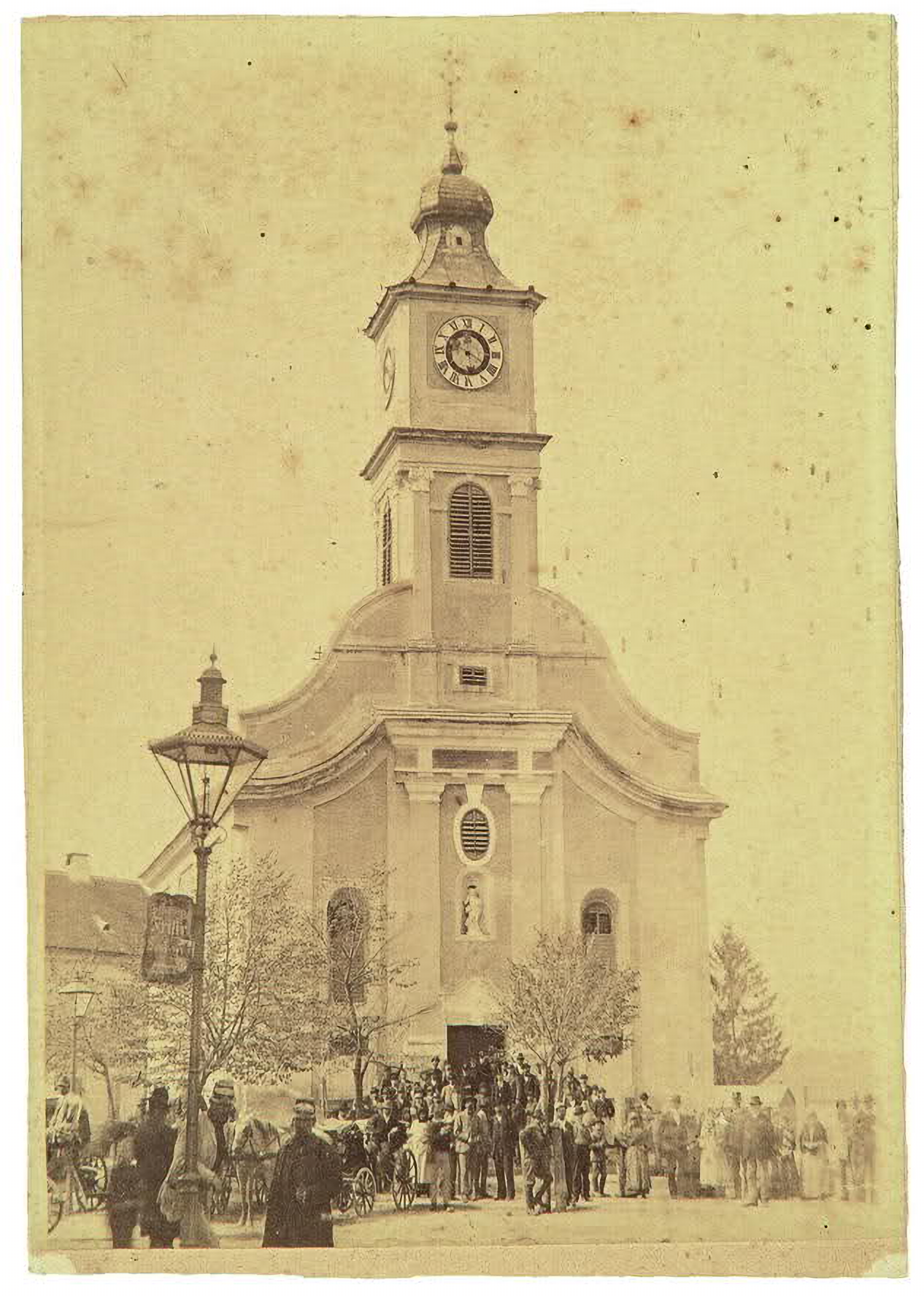
Az előző, barokk templom épülete
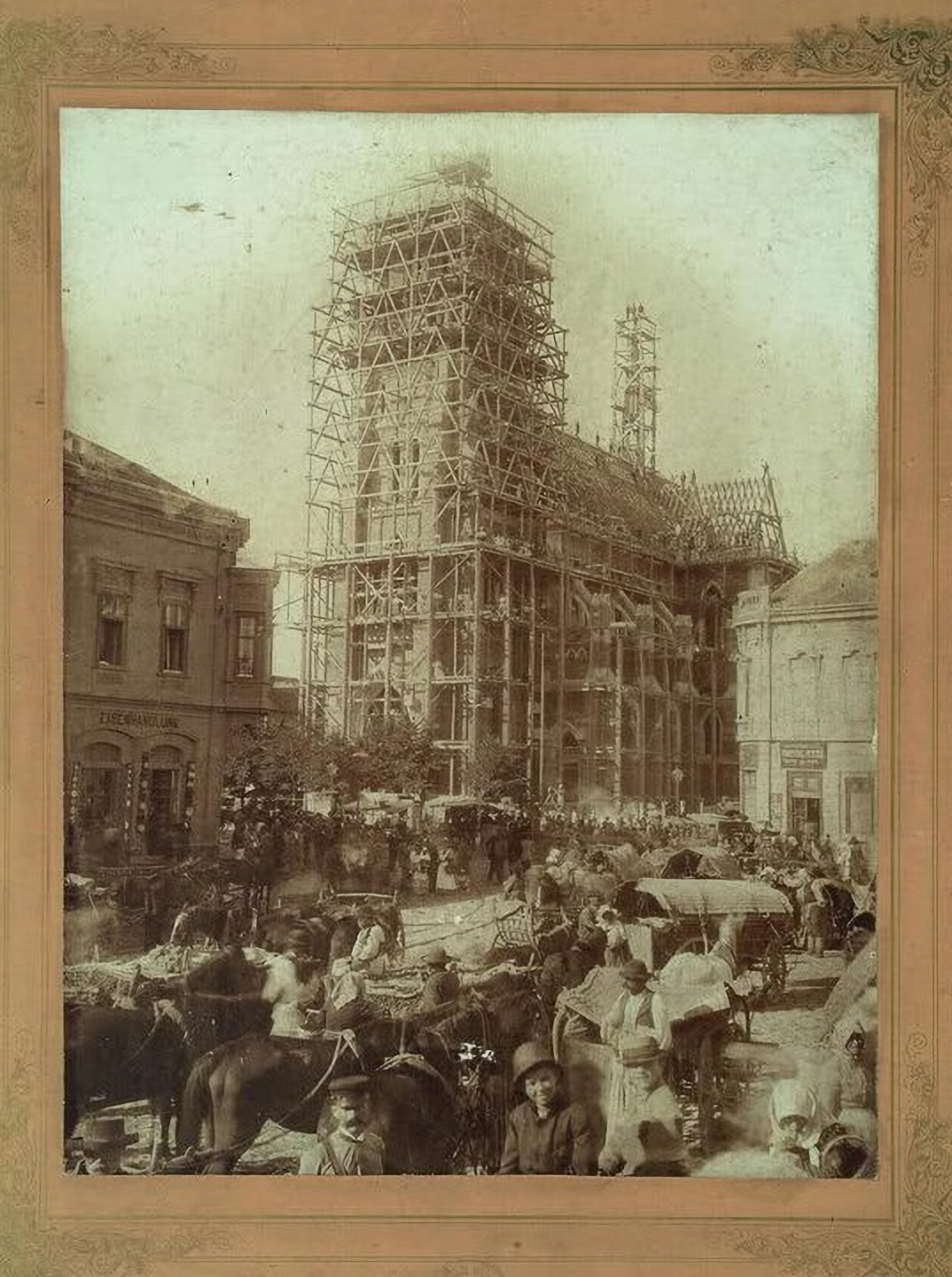
Az épülő templom
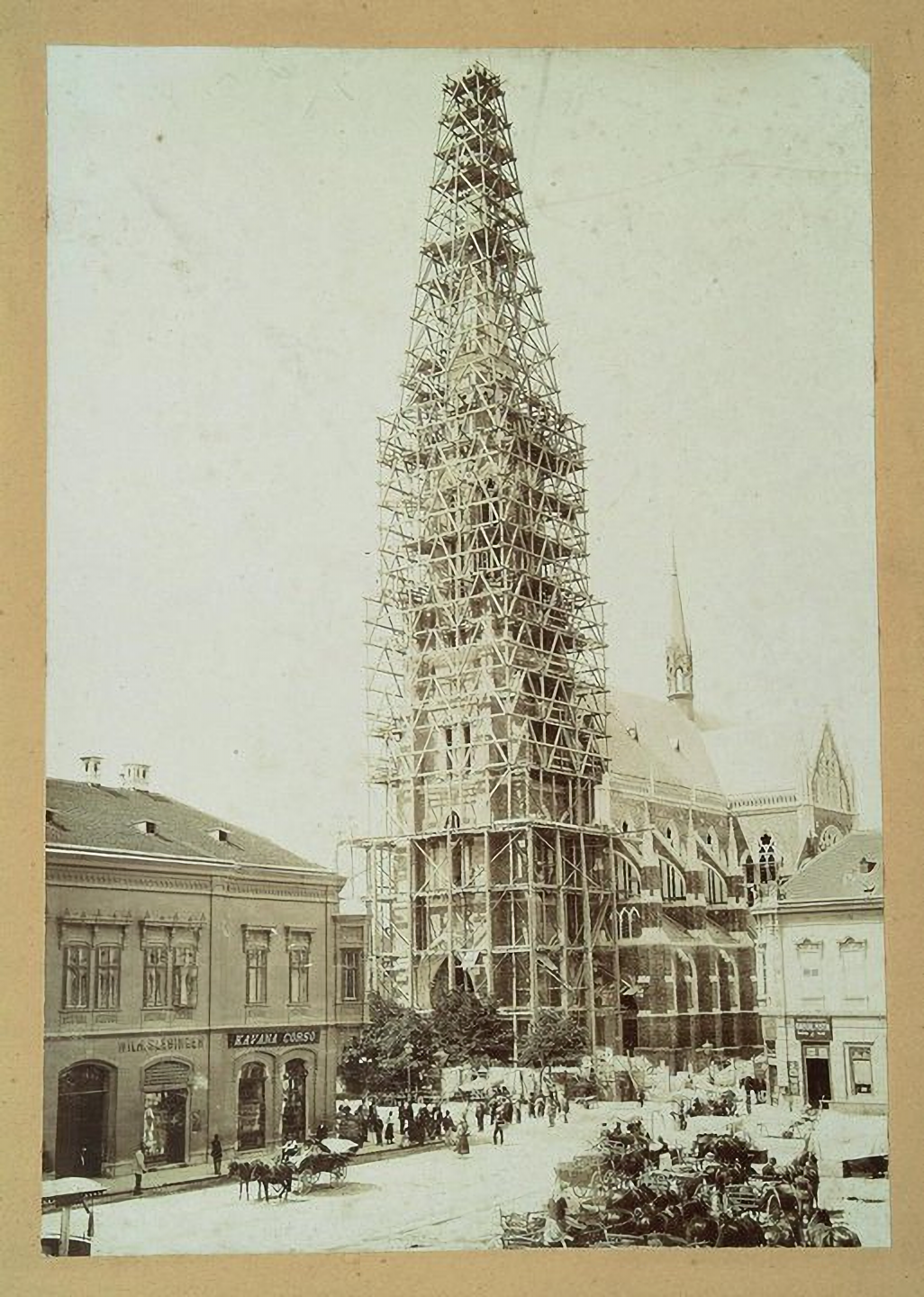
A felállványozott, befejezés előtt álló épület
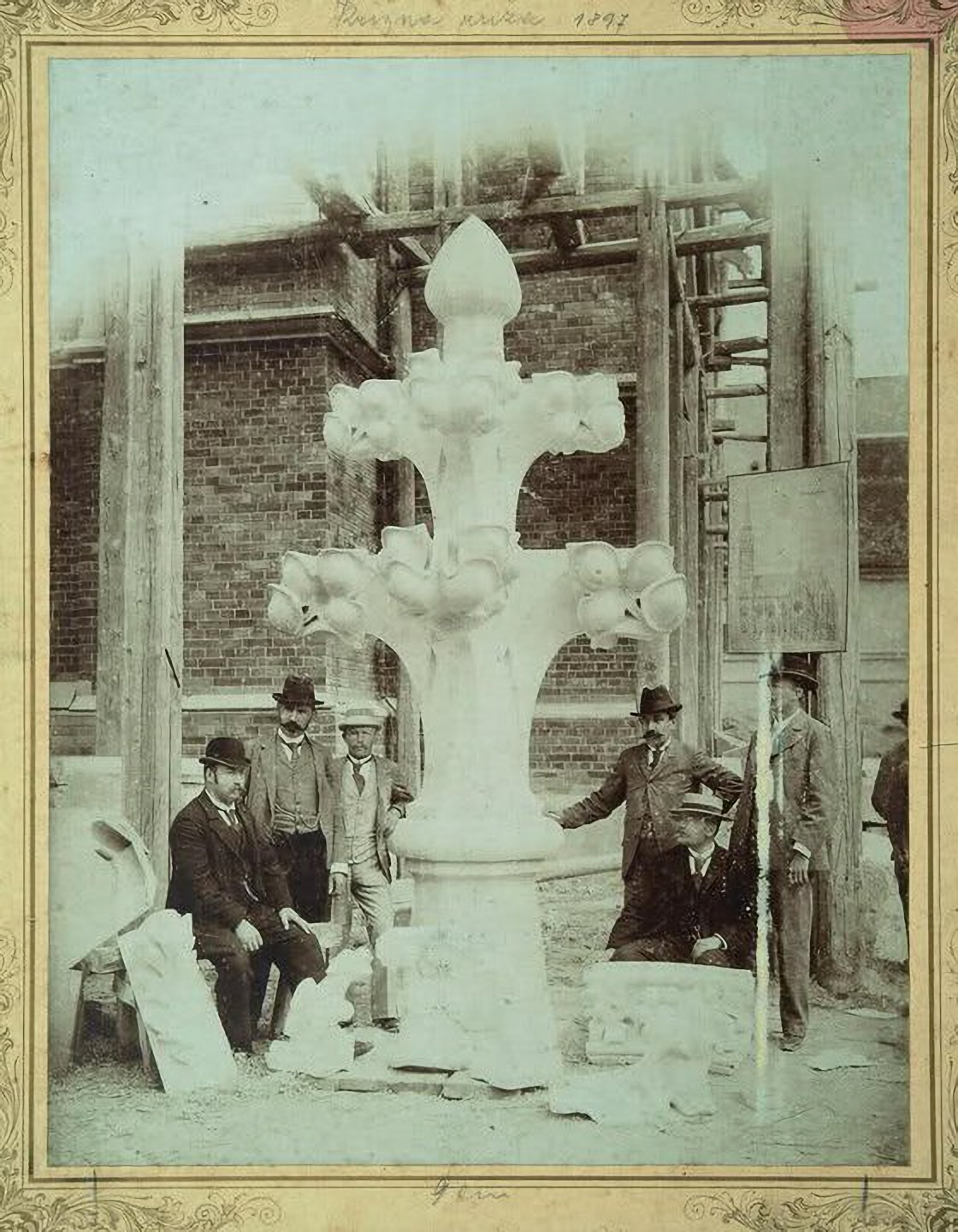
A felhelyezés előtt álló csúcsdísz
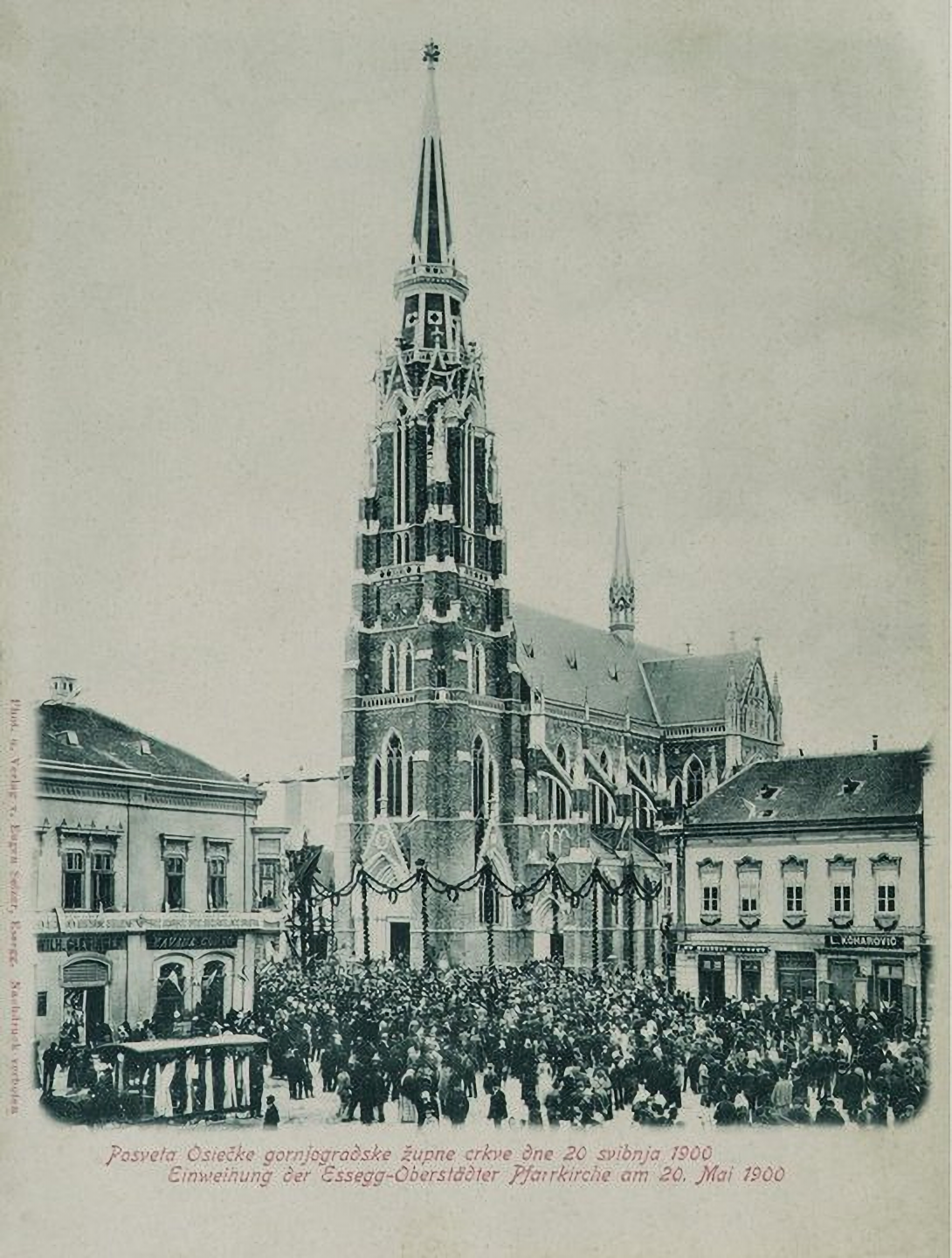
A felszentelés ünnepsége 1900-ban
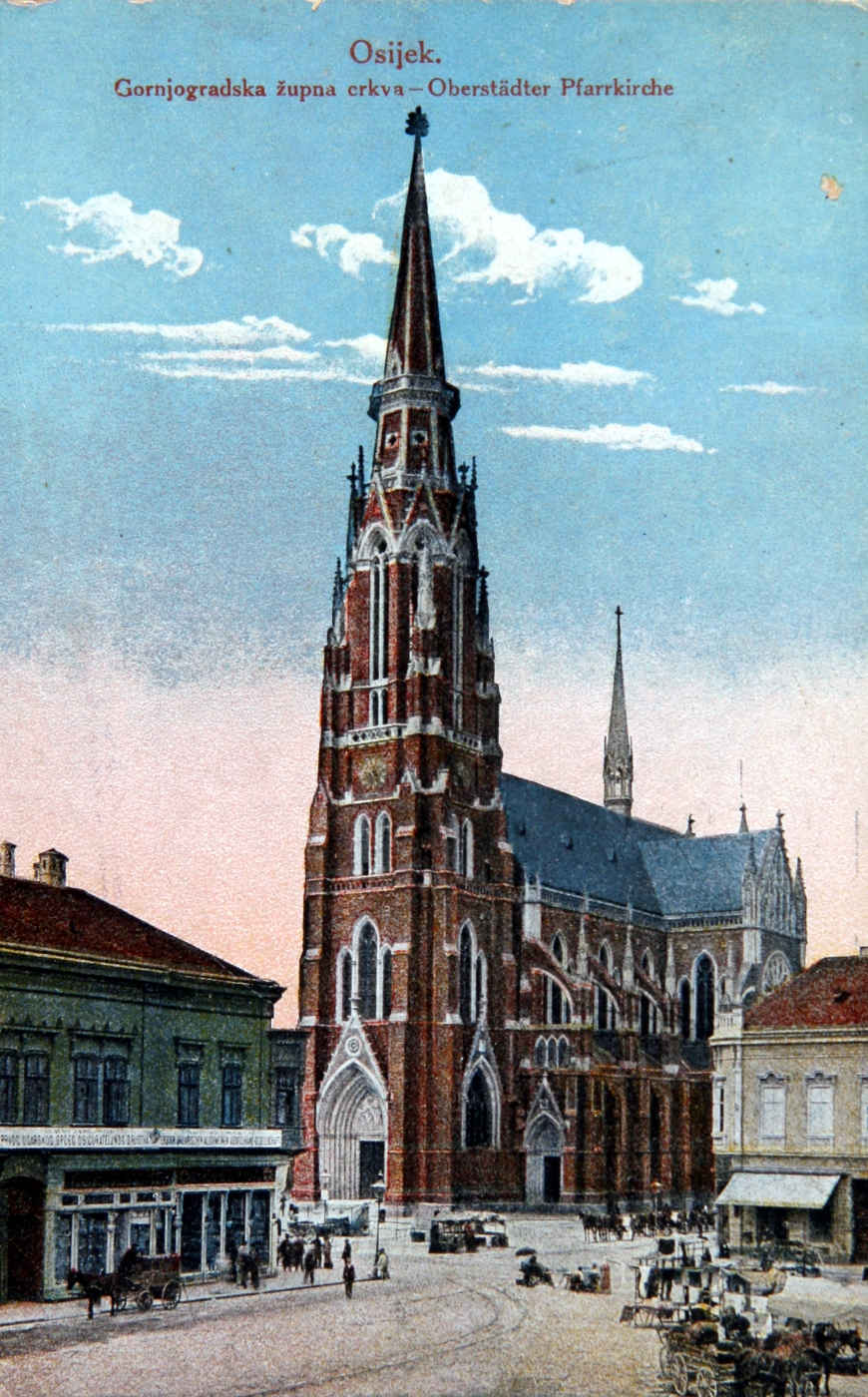
A 20. század eleji állapot
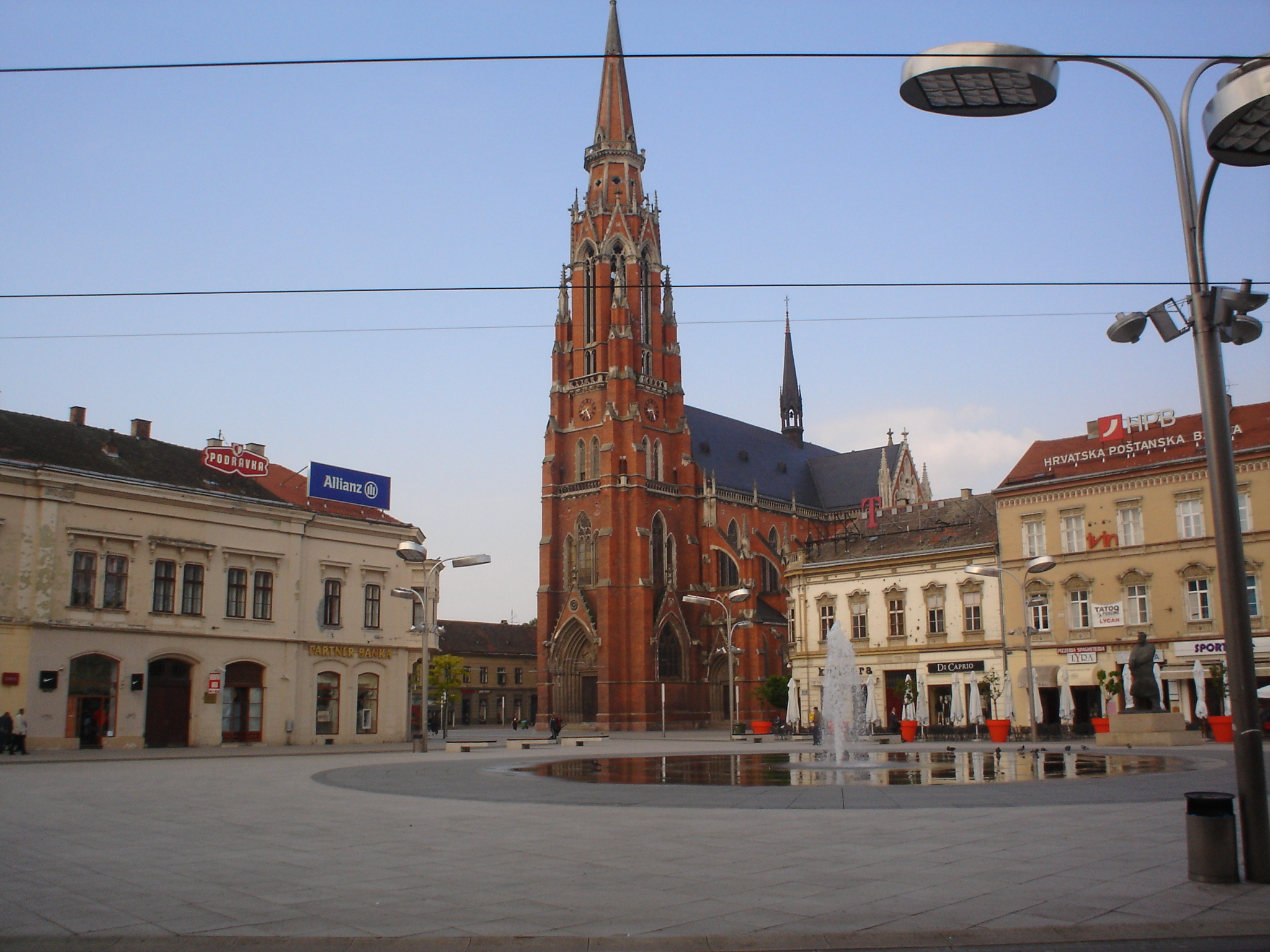
Az épület jelenlegi látképe a város főteréről
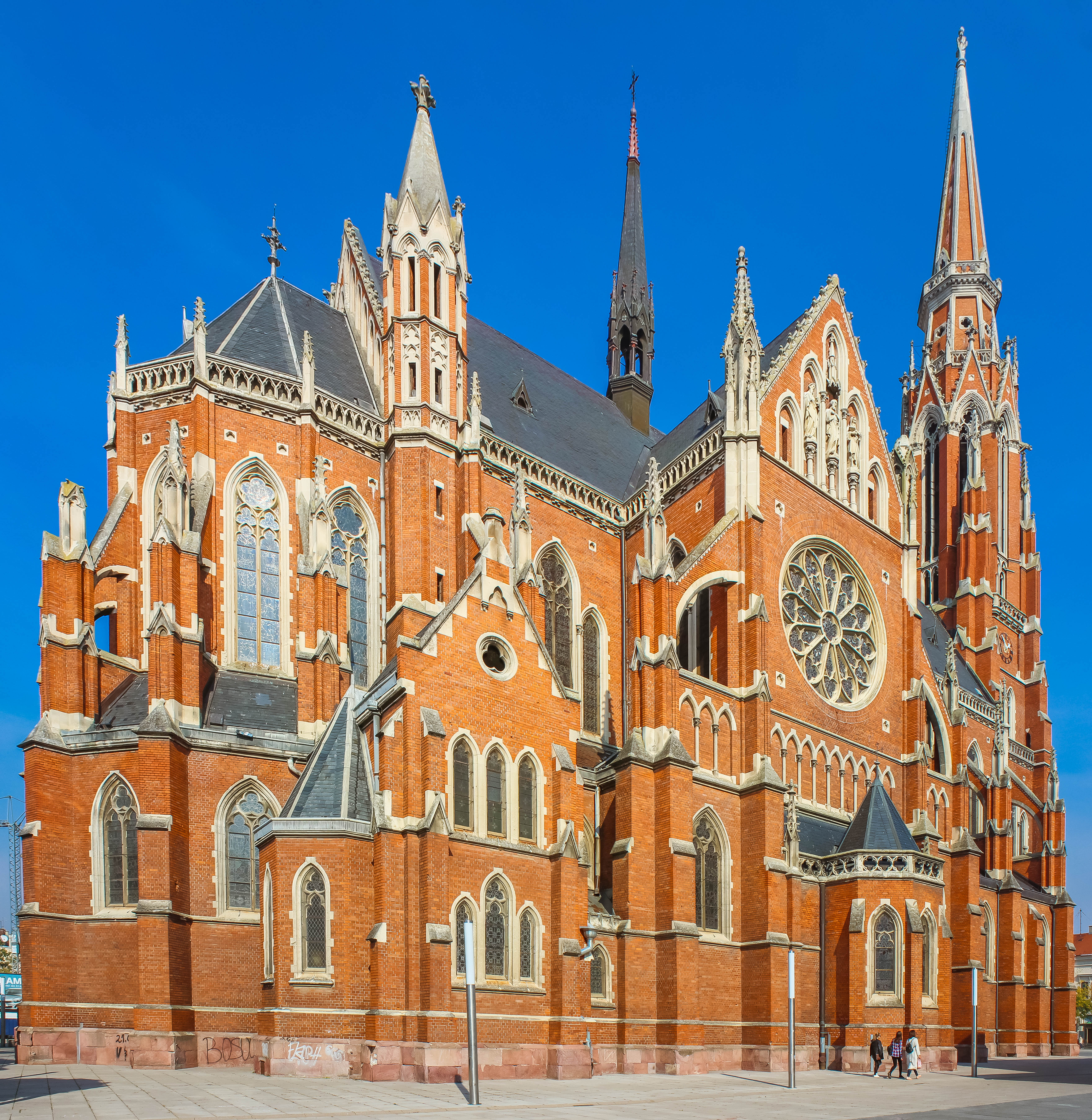
A templom hátulnézetből
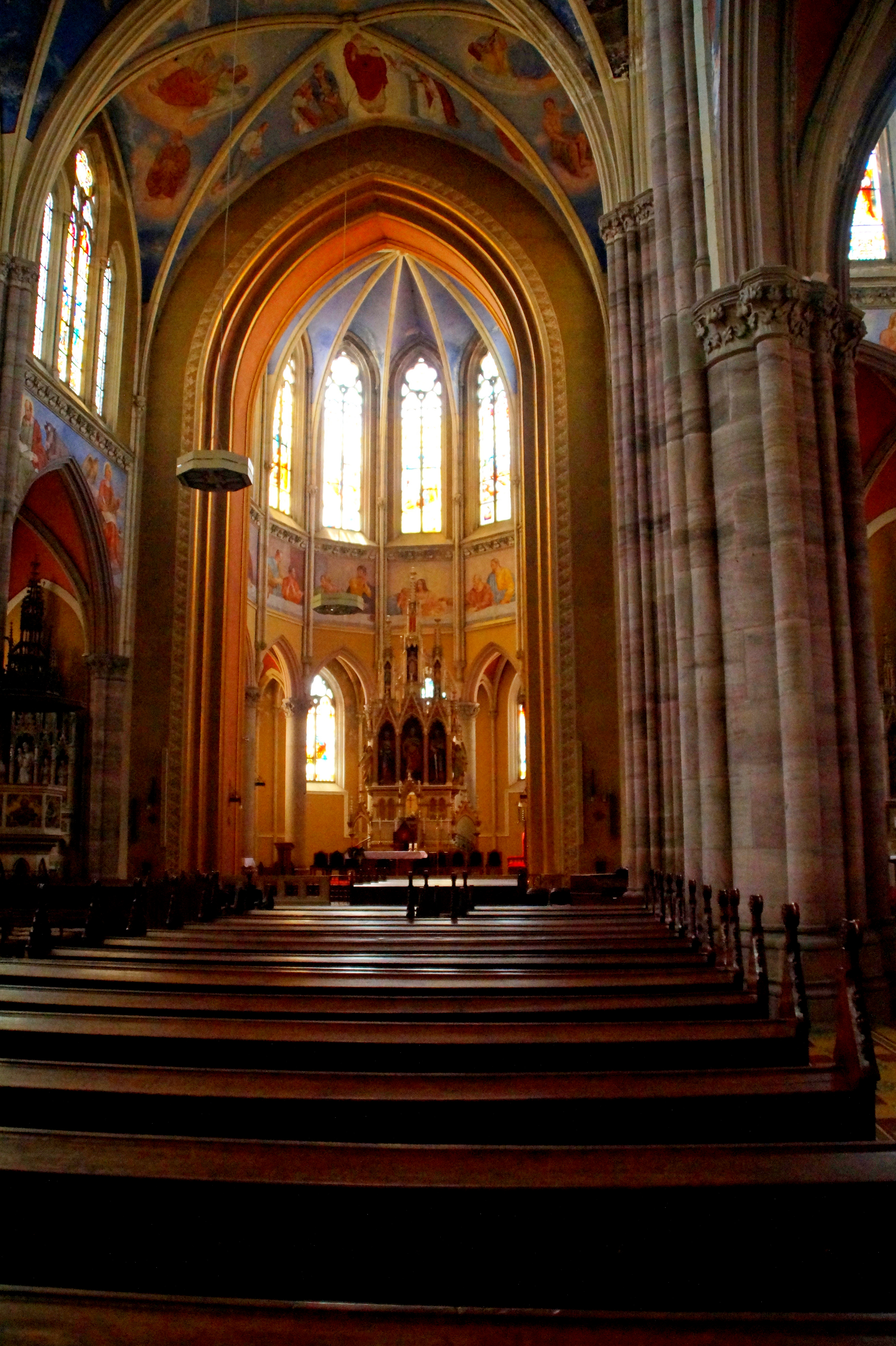
A szentély
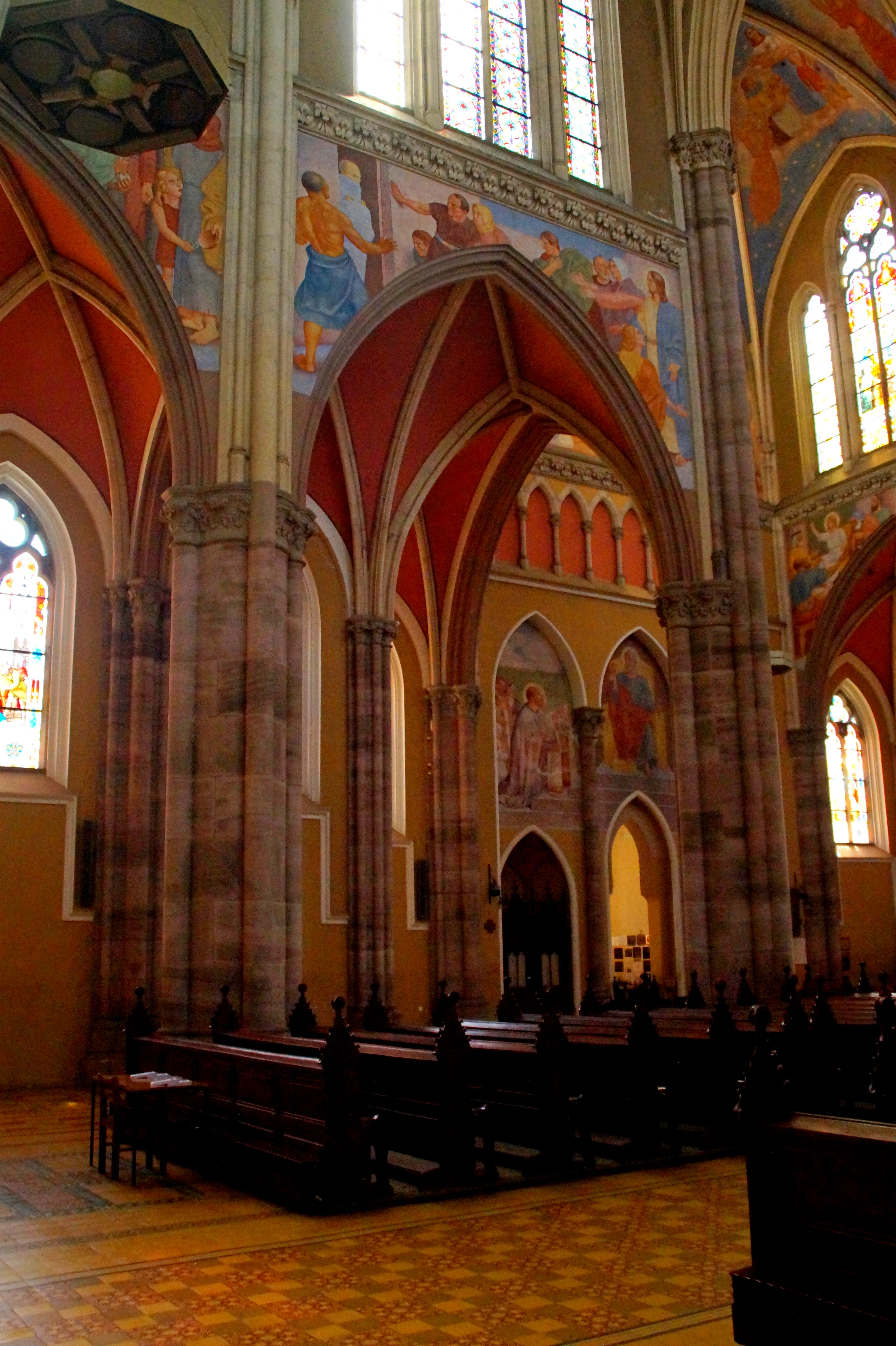
Az oldalhajók különleges kialakítású boltozata
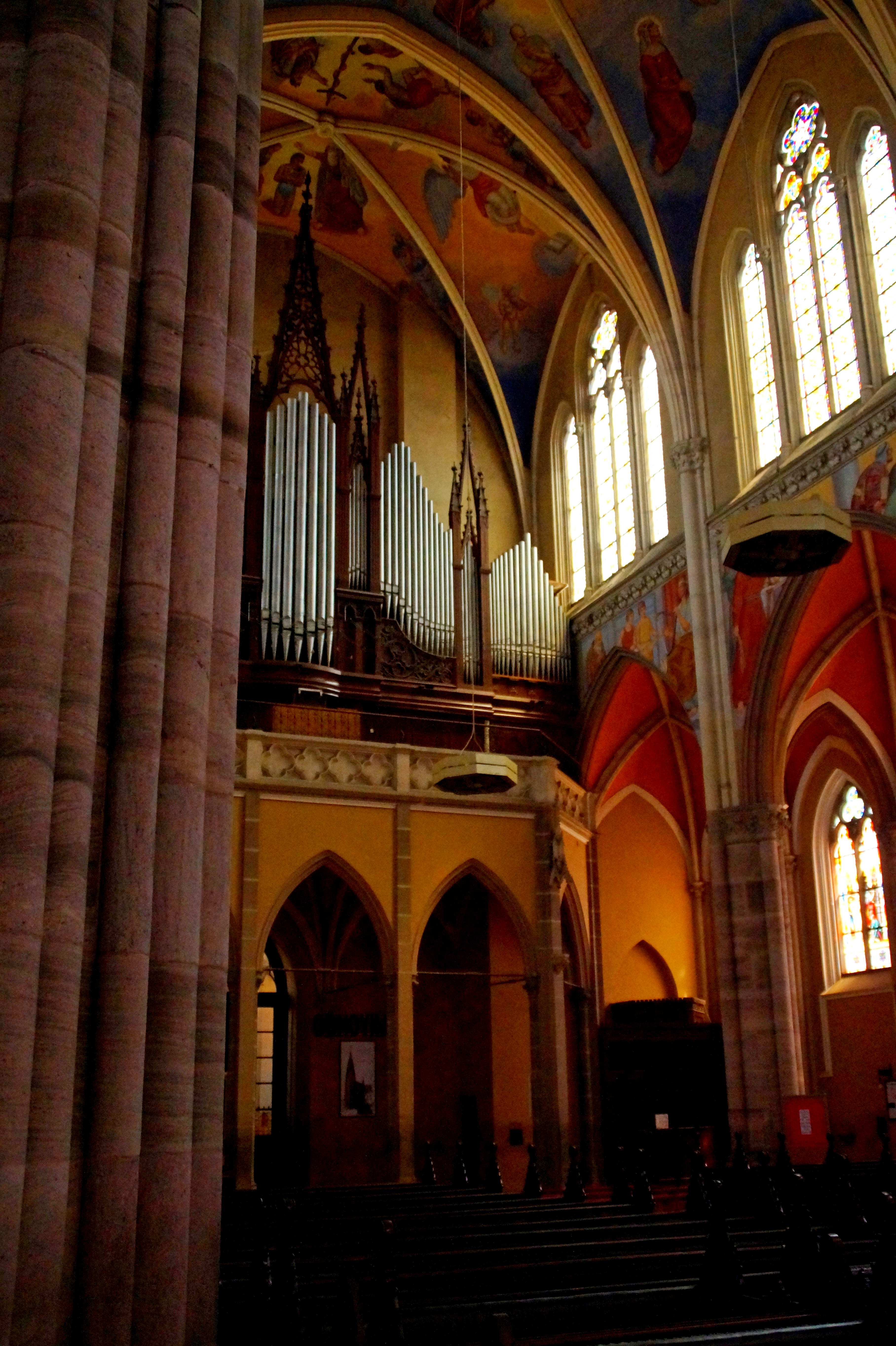
A karzat és az orgona
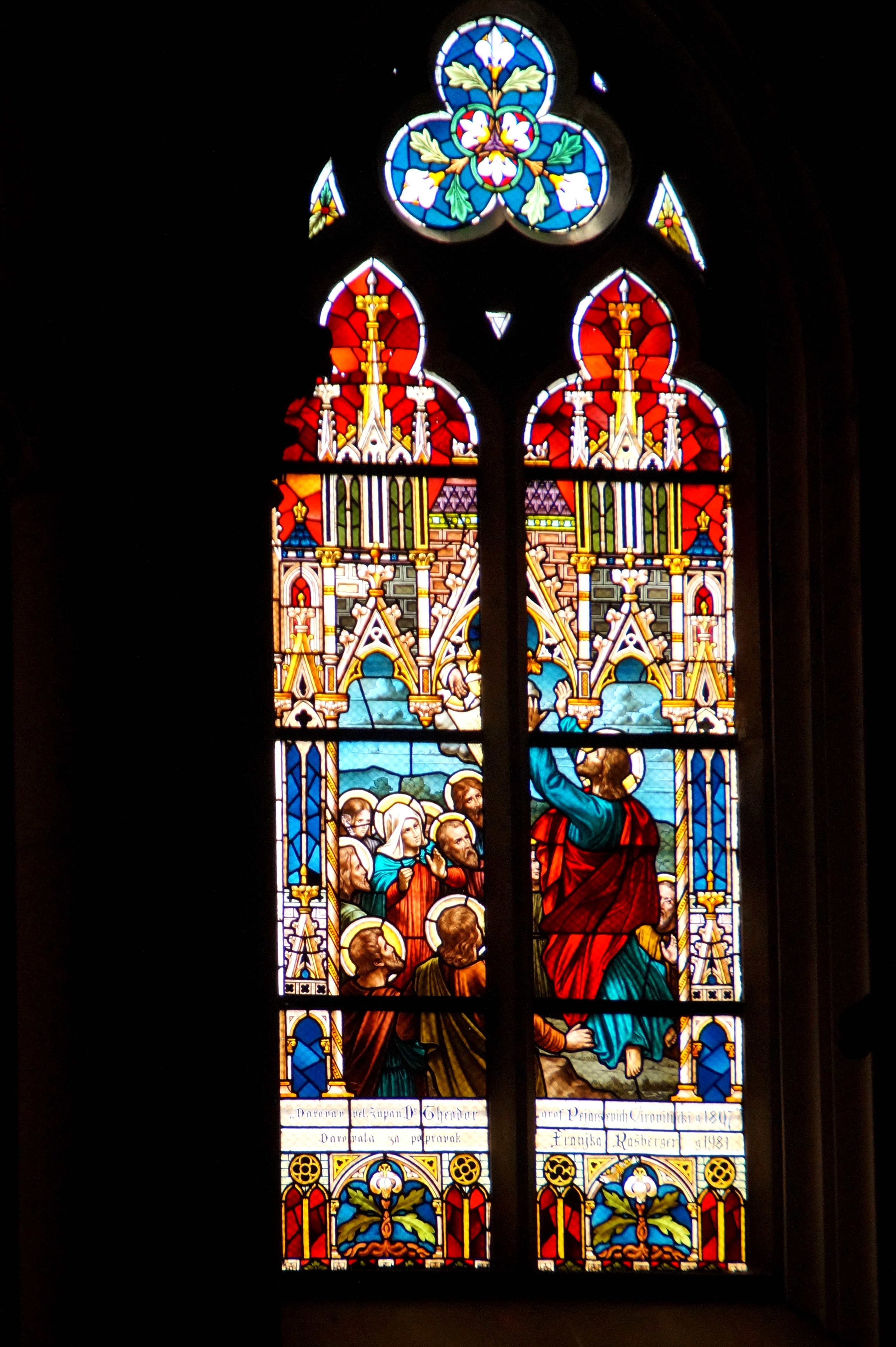
Az egyik díszes üvegablak

## Fordítás
- Ez a szócikk részben vagy egészben  a   St. Peter und Paul (Osijek) című német Wikipédia-szócikk ezen változatának fordításán alapul.  Az eredeti cikk szerkesztőit annak laptörténete sorolja fel. Ez a jelzés csupán a megfogalmazás eredetét és a szerzői jogokat jelzi, nem szolgál a cikkben szereplő információk forrásmegjelöléseként.
- Ez a szócikk részben vagy egészben  az   Osječka konkatedrala című horvát Wikipédia-szócikk ezen változatának fordításán alapul.  Az eredeti cikk szerkesztőit annak laptörténete sorolja fel. Ez a jelzés csupán a megfogalmazás eredetét és a szerzői jogokat jelzi, nem szolgál a cikkben szereplő információk forrásmegjelöléseként.